# Chilocoyo del Carmen
Chilocoyo del Carmen är en ort i Mexiko.   Den ligger i kommunen Huehuetla och delstaten Puebla, i den sydöstra delen av landet, 170 km öster om huvudstaden Mexico City. Chilocoyo del Carmen ligger 874 meter över havet och antalet invånare är 954.
Terrängen runt Chilocoyo del Carmen är lite bergig. Runt Chilocoyo del Carmen är det ganska tätbefolkat, med 104 invånare per kvadratkilometer. Närmaste större samhälle är Olintla, 3,9 km nordväst om Chilocoyo del Carmen. Omgivningarna runt Chilocoyo del Carmen är en mosaik av jordbruksmark och naturlig växtlighet.